# 쿠바에 대한 미국의 금수조치
쿠바에 대한 미국의 금수조치는 미국 기업, 미국 법에 따라 조직된 기업, 또는 미국 시민이 다수 소유한 기업이 쿠바의 이익과 무역을 수행하는 것을 금지한다. 그것은 현대사에서 가장 오래 지속된 무역 금수조치이다. 미국은 풀헨시오 바티스타 정권 시절인 1958년 3월 14일 처음으로 쿠바에 무기 판매를 금지했다. 쿠바 혁명이 바티스타 정권의 퇴진을 이끈 지 거의 2년이 지난 1960년 10월 19일, 미국은 쿠바가 미국 소유의 쿠바 정유공장을 무상으로 국유화하자 식량과 의약품을 제외한 쿠바에 대한 수출을 금지했다. 1962년 2월 7일, 수출 금지는 거의 모든 수출을 포함하도록 확장되었다. 유엔 총회는 1992년부터 매년 미국의 쿠바 경제 금수조치 중단을 요구하는 결의안을 통과시켰는데 미국과 이스라엘이 유일하게 결의안에 반대표를 던졌다.
2017년 적과의 무역법, 1961년 대외원조법, 1963년 쿠바 자산관리 규정, 1992년 쿠바 민주법, 1996년 헬름스-버턴법, 2000년 무역제재 개혁 및 수출 촉진법을 통해 통상 제재가 시행된다. 1992년 쿠바 민주주의법의 명시적인 목적은 쿠바 정부가 "민주화와 인권에 대한 더 큰 존중"으로 나아가는 것을 거부하는 한 쿠바에 대한 제재를 유지하는 것이다. 헬름스-버턴법은 쿠바 내에서 또는 쿠바와 무역을 하는 미국 시민을 제한하고, 쿠바 정부에 대한 특정 요구가 충족되지 않는 한 그리고 쿠바의 후임 정부에 대한 공적 또는 사적 지원을 제한하는 것을 의무화했다. 1999년, 빌 클린턴 대통령은 또한 미국 기업들의 외국 자회사들이 쿠바와 무역하는 것을 허용하지 않음으로써 무역 금수 조치를 확대했다. 2000년 클린턴은 쿠바에 식량과 인도주의 제품을 판매하는 것을 승인했다.

## 쿠바 수출입

### 미국
이 금수조치로 미국으로부터 쿠바에 들어오는 식품과 의약품은 차단되지 않는다. 2020년에는 $176.8 미국에서 100만 달러어치가 쿠바에 수출되었고 1490만 달러가 쿠바에서 미국으로 수입되었다.

## 미국 여론 조사 자료 및 여론 조사
2008년 《USA 투데이》/갤럽 여론조사에 따르면 미국인들은 쿠바와 외교관계를 다시 수립해야 한다고 생각했으며 61%가 찬성, 31%가 반대했다.
2012년 1월, 앵거스 리드 여론 조사에서 57%의 미국인들이 대부분의 미국인들이 쿠바를 방문하는 것을 막는 여행 금지를 폐지해야 한다고 주장했고, 27%는 반대했고 16%는 확실하지 않았다.
플로리다 국제 대학교 쿠바 연구소는 플로리다주 마이애미데이드군에서 쿠바계 미국인을 대상으로 13차례 (1991년~2020년) 여론조사를 실시한 바 있다. 1991년 금수조치에 대한 지지는 냉전 종식 직후 67.9% (5.5%)로 2016년 31.6% (9.4%)로 가장 낮았다.% (모른다)는 트럼프 행정부가 쿠바 해빙을 뒤집은 후 2020년이다.
미국에서는 포용 쿠바와 같은 로비 단체들이 금수 조치의 종식을 옹호한다.

## 같이 보기
- ABCD 포위망